# Леворфанол
Леворфанол (англ. Levorphanol), торгова назва «Лево-Дроморан» — опіоїдна сполука, яка застосовуються для лікування сильного болю. Леворфанол є лівообертаючим енантіомером рацеморфану. Його правообертаючим аналогом є декстрорфан. Леворфанол уперше був описаний у Німеччині в 1946 році. У клінічній практиці в США леворфанол використовується з 1953 року.

## Фармакологічні властивості
Леворфанол діє переважно як агоніст μ-опіатних рецепторів, але також є агоністом δ-опіатних рецепторів, κ-опіатних рецепторів, і рецепторів ноцицептину, а також є антагоністом NMDA-рецептора та інгібітором зворотного захоплення серотоніну-норадреналіну. Леворфанол, як і деякі інші опіоїди, у дуже високих концентраціях також діє як антагоніст рецепторів гліцину та антагоніст рецепторів ГАМК. За даними Всесвітньої організації охорони здоров'я, леворфанол є опіоїдом 3-го ступеня і вважається у 8 разів сильнішим за морфін (2 мг леворфанолу еквівалентні 15 мг морфіну).
Порівняно з морфіном леворфанол не має повної перехресної толерантності, і має більшу внутрішню активність щодо μ-опіатних рецепторів. Тривалість дії препарату, як правило, велика в порівнянні з іншими аналогічними анальгетиками, і варіює від 4 до 15 годин. З цієї причини леворфанол корисний для послаблення хронічного болю та подібних станів. Співвідношення пероральної та парентеральної ефективності леворфанолу становить 2:1, що є одним із найбільш сприятливих серед сильних наркотиків. Антагонізм леворфанолу до рецептора NMDA подібний до опіоїдів з відкритим ланцюгом фенілгептиламіну, таких як метадон, або фенілпіперидину (кетобемідон), робить леворфанол корисним для тих типів болю, проти яких інші анальгетики можуть бути не настільки ефективними, наприклад, нейропатичного болю. Дуже висока знеболююча ефективність леворфанолу при лікуванні нейвропатичного болю також забезпечуєтьсяя його дією на транспортери серотоніну та норадреналіну, подібно до опіоїдів трамадолу та тапентадолу, і взаємно доповнює знеболюючу дію його антагонізму до рецепторів NMDA.
При застосуванні леворфанолу спостерігається висока частота психотоміметичних побічних ефектів, таких як галюцинації та марення, які пояснюються його зв'язуванням і активацією κ-опіатних рецепторів. Проте також було визначено, що активація цього рецептора, а також δ-опіатних рецепторів, сприяє знеболювальному ефекту препарату.

## Хімічні властивості

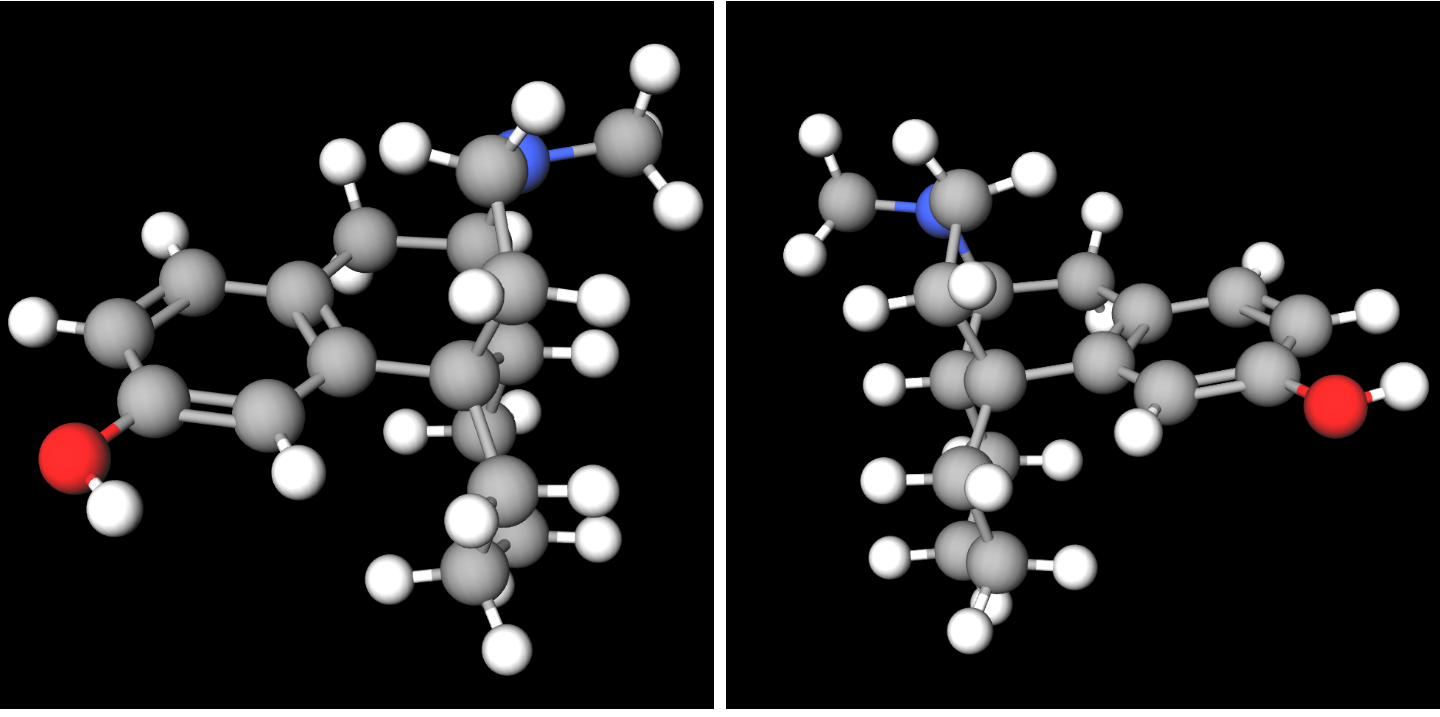
Леворфанол і його стереоізомер декстрорфан, енантіомери рацемічної суміші рацеморфана.

Хімічно леворфанол належить до класу похідних морфінану і є (-)-3-гідрокси- N -метилморфінаном. Він є лівообертаючим енантіомером рацеморфану, рацемічної суміші двох стереоізомерів із різною фармакологією. Правообертаючим енантіомером рацеморфану є декстрорфан, протикашльовий засіб, сильний диссоціативний галюциноген (антагоніст рецептора NMDA) і слабко активний опіоїд. Декстрорфан є активним метаболітом фармацевтичного препарату декстрометорфану, який, як і декстрорфан, є енантіомером рацемічної суміші рацеметорфану разом із левометорфаном, який має властивості, подібні до властивостей леворфанолу.

## Суспільство і доступність
Леворфанол продається у вигляді тартратної солі компаніями «Hikma Pharmaceuticals USA Inc.» і «Virtus Pharmaceuticals» у США та Канаді під торговою маркою «Лево-Дроморан».
Леворфанол внесено до Єдиної конвенції про наркотичні засоби 1961 року, і у більшості країн він регулюється як морфін. У США це контрольована наркотична речовина Списку II з DEA ACSCN 9220 і річною сукупною квотою на виробництво 4,5 кілограма на 2013 рік. Використовуваними солями є тартрат (коефіцієнт перетворення вільної основи 0,58) і гідробромід (0,76).